# Kurt Ranke (Politiker)
Kurt Ranke (* 28. Juli 1920 in Benndorf, Mansfelder Seekreis; † 26. Februar 1999 in Magdeburg) war ein deutscher Politiker (SED). Er war von 1960 bis 1985 Vorsitzender des Rates des Bezirkes Magdeburg.

## Leben
Ranke, Sohn eines Schlossers, besuchte die Volks- und Mittelschule. Nach der mittleren Reife war er 1937/1938 zunächst als Hilfsarbeiter tätig. Von 1938 bis 1940 war er zum Reichsarbeitsdienst, anschließend zum Kriegsdienst in der Wehrmacht eingezogen. Als Obergefreiter geriet er 1944 in sowjetische Kriegsgefangenschaft, dort besuchte er Antifa-Schulen.
1947 kehrte er nach Deutschland zurück und wurde Hauptsachbearbeiter beim Rat des Mansfelder Gebirgskreises. Er trat 1948 in die SED ein und wirkte von 1950 bis 1952 als Abteilungsleiter im Rat des Kreises Eisleben. 1952/1953 war er Sekretär im Rat des Kreises Hettstedt, von 1953 bis 1959 dann Vorsitzender des Rates des Kreises Hettstedt. 
1959/1960 studierte er an der Parteihochschule der KPdSU in Moskau. Am 30. Juli 1960 wurde er auf einer außerordentlichen Sitzung des Bezirkstages als Nachfolger des am 20. November 1959 verstorbenen Paul Hentschel zum Vorsitzenden des Rates des Bezirkes Magdeburg gewählt und blieb bis 2. September 1985 im Amt. Ab 1960 war er Mitglied des Büros bzw. ab 1967 Mitglied des Sekretariats der SED-Bezirksleitung Magdeburg. Nach seiner Ablösung als Ratsvorsitzender schied er aus dem Sekretariat der SED-Bezirksleitung aus und war anschließend noch bis 1989 einfaches Mitglied der SED-Bezirksleitung. Von 1963 bis 1986 war er Abgeordneter des Bezirkstages Magdeburg. Er ging 1985 in den Ruhestand.
Von 1962 bis 1972 war Ranke zudem Vorsitzender des Bezirksvorstandes Magdeburg der Gesellschaft für Deutsch-Sowjetische Freundschaft. Von 1970 bis 1985 war er Leiter der Zivilverteidigung des Bezirkes Magdeburg. Am 1. November 1985 wurde er mit Werner Eberlein als Mitglied des Bezirkskomitees Magdeburg der Antifaschistischen Widerstandskämpfer bestätigt.

## Auszeichnungen und Ehrungen
- Ernst-Moritz-Arndt-Medaille (1962)
- Vaterländischer Verdienstorden in Bronze (1963), in Silber (1969) und in Gold (1974)[4]
- Dr.-Theodor-Neubauer-Medaille (1971)
- Karl-Marx-Orden (1980)[5]
- Ehrentitel Held der Arbeit (1984)
- Ehrentitel Verdienter Angehöriger der Zivilverteidigung der Deutschen Demokratischen Republik (1984)
- Von 1980 bis 1990 war Ranke Ehrenbürger von Magdeburg. Am 15. November 1990 wurde ihm das Ehrenbürgerrecht durch Beschluss der Stadtverordnetenversammlung wieder aberkannt.